# Halaelurus quagga
Halaelurus quagga är en hajart som först beskrevs av Alcock 1899.  Halaelurus quagga ingår i släktet Halaelurus och familjen rödhajar. IUCN kategoriserar arten globalt som otillräckligt studerad. Inga underarter finns listade i Catalogue of Life.